# „Koliba” na Łapsowej Polanie
„Koliba” na Łapsowej Polanie – obiekt noclegowy (dawniej schronisko turystyczne) położony na wysokości 860 m n.p.m. na Niżnej Łapsowej Polanie w Gorcach, na południowych stokach Bukowiny Obidowskiej.

## Historia
Obiekt jako schronisko był prowadzony przez Polskie Towarzystwo Turystyczno-Krajoznawcze od 1968 roku do końca lat 70. XX wieku (od 1972 roku jako filia schroniska PTTK na Turbaczu). Posiadał do 34 miejsc noclegowych oraz bufet z jadalnią. W obiekcie, pod protektoratem PTTK, swoje laboratoria prowadził Zespół Szkół Kształcenia Rolniczego w Nowym Targu, a następnie gospodarowało nim nowotarskie MPEC.

W grudniu 2016 roku właściciel obiektu – Gmina Miasto Nowy Targ – ogłosił przetarg na dzierżawę nieruchomości. W lutym 2017 roku wyłoniono nowych dzierżawców obiektu, którymi zostali wcześniejsi gospodarze m.in. schroniska harcerskiego „Bene” pod Jaworzyną Obidowską oraz bacówki na Rycerzowej. Do ruchu turystycznego schronisko zostało przywrócone wiosną 2017 roku.

## Szlaki turystyczne
Nowy Targ – Dział (719 m) – Polana Łapsowa Niżna – dojście do  pod szczytem Bukowiny Obidowskiej.